# Zemstvo

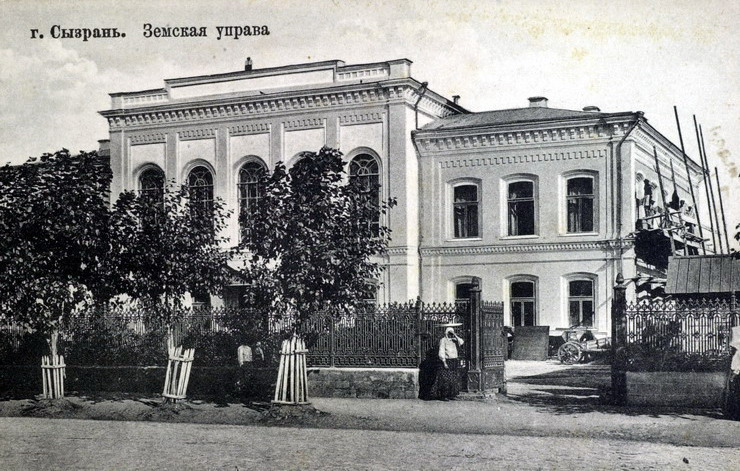
Școala de Arte din Sovetskaya, construită în timpul administrației Zemstvo

Zemstvo (în limba rusă veche: зѣмcтво) era o formă de guvernare locală instituită în timpul reformelor liberale din Imperiul Rus de țarul Alexandru al II-lea. Ideea creării zemstvelor a fost a consilierului imperial Nicolai Miliutin. Prima zemstvă a fost creată prin lege în 1864, celelalte instituindu-se treptat (de exemplu, in Basarabia se aplică legea abia in 1870).  După Revoluția din Octombrie, sistemul zemstvelor a fost abandonat.
Sistemul zemstvelor asigura consiliile de conducere districtuale sau provinciale din Rusia între 1864 și 17 octombrie 1917. Toate clasele sociale, inclusiv țăranii, luau parte la alegerile pentru consiliile locale ale zemstvelor. Zemstvele se ocupau de problemele învățământului primar, asistenței medicale, asistenței sociale, combaterii incendiilor, aprovizionării cu alimente și ale întreținerii drumurilor în localitățile respective, dar au fost primite cu ostilitate de radicali, așa cum erau membrii Partidului Socialist Revoluționar, nihiliștii sau intelectualii de stânga, care doreau reforme mai profunde.
Nobilii aveau cea mai mare putere în zemstve, în timp ce 74% din membrii acestei forme de autoguvernare erau aristocrați, deși ei nu reprezentau decât 5% din populație. Chiar și așa, zemstvele permiteau unui număr mai mare de oameni să-și facă cunoscute părerile asupra modului în care doreau să fie condusă viața lor.